# Onšov (okres Znojmo)
Obec Onšov (německy Windschau) se nachází v okrese Znojmo v Jihomoravském kraji. Žije zde 76 obyvatel.

## Název
Vesnice se původně jmenovala Unešov. Toto jméno bylo odvozeno od osobního jména Uneš (což byla domácká podoba některého jména začínajícího na Uně-, např. Uněhost, Uněrad) a znamenalo "Unešův majetek". O- na počátku je nářeční. V 19. století se psalo také Hanašov, Únašov a Unašov. Od roku 1924 platí dnešní Onšov. Do němčiny bylo jméno přejato nejprve v podobě Onschau, což se následně změnilo na Ondschau a v 17. století na Windschau (přikloněním k Wind - "vítr").

## Historie
První písemná zmínka o obci pochází z roku 1323.

## Pamětihodnosti
- Kaple svaté Anny na návsi
- Výklenková kaplička při silnici Lesná - Vranov
- Výklenková kaplička - poklona stojí nad vsí
- Kříž na skále, nad hrází přehrady